# Max Pohlenz

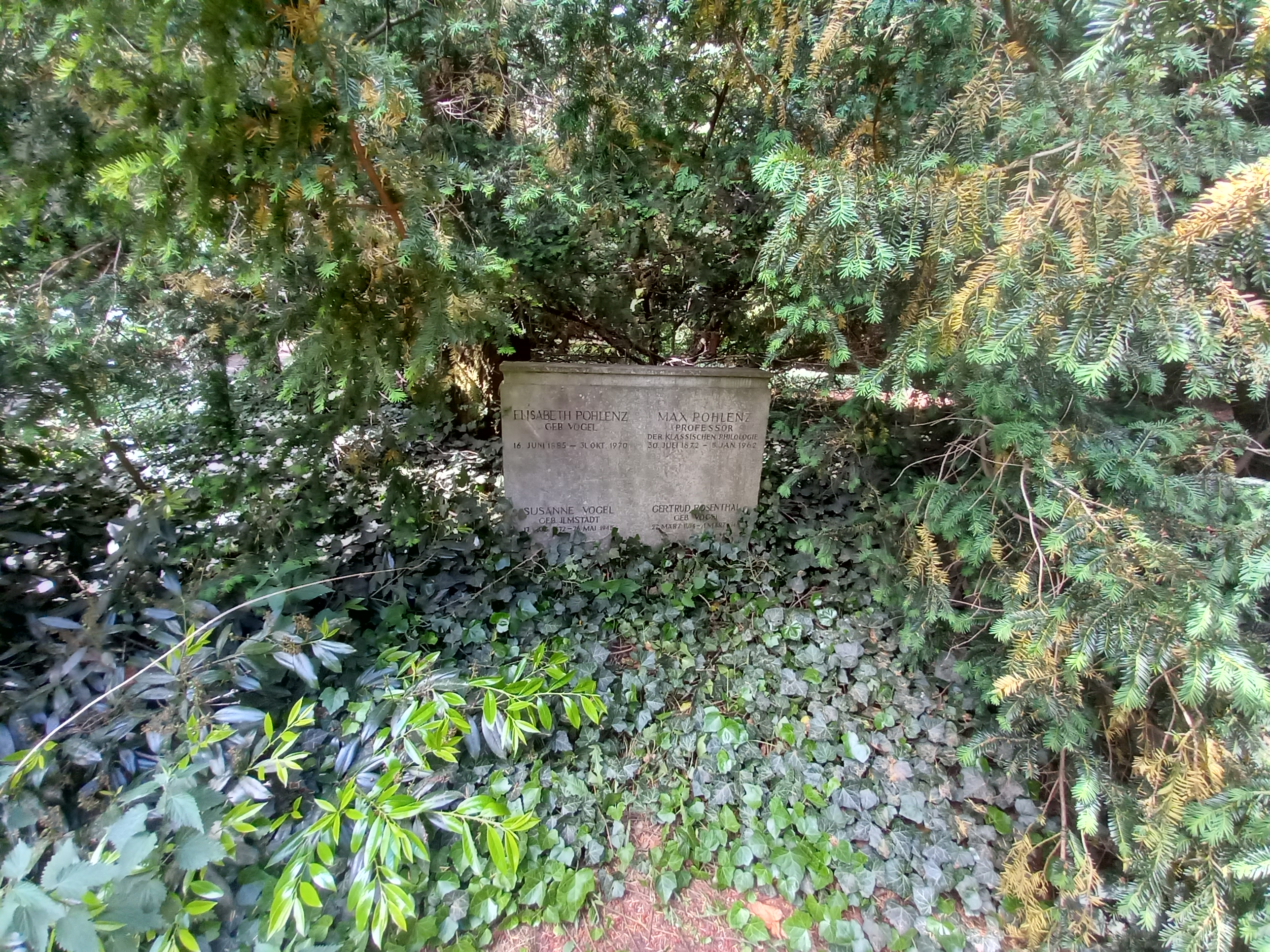
Das Grab von Max Pohlenz und seiner Ehefrau Elisabeth geborene Vogel im Familiengrab auf dem Stadtfriedhof Göttingen

Max(imilian) Hugo Pohlenz (* 30. Juli 1872 in Hänchen bei Cottbus; † 5. Januar 1962 in Göttingen) war ein deutscher klassischer Philologe.

## Leben
Max Pohlenz, der Sohn des Gutsbesitzers Julius Pohlenz (1829–1879), studierte ab 1892 Klassische Philologie, zunächst an der Universität Erlangen, wo er bereits 1890 in die Burschenschaft Frankonia Erlangen eingetreten war, und später in Berlin und an der Universität Göttingen bei Ulrich von Wilamowitz-Moellendorff und Friedrich Leo. 1895 legte er in Göttingen das Staatsexamen ab und trat in den Schuldienst. Parallel arbeitete er an einer Dissertation über Poseidonios, mit der er 1898 in Berlin promoviert wurde. Nach dem Probejahr am Friedrichs-Gymnasium Berlin und dem Seminarjahr am Joachimsthalschen Gymnasium wurde er 1898 als Hilfslehrer an der Hohenzollern-Schule in [Berlin]-Schöneberg angestellt. Am 1. April 1900 wurde er als Oberlehrer fest angestellt.
Zum 1. April 1906 wurde Pohlenz als außerordentlicher Professor an die Universität Göttingen berufen. Seine Stelle wurde eingerichtet, um die ordentlichen Professoren Friedrich Leo und Eduard Schwartz angesichts der wachsenden Studentenzahl zu entlasten. Einen Ruf an die Universität Basel (1912) lehnte Pohlenz ab. 1916 wurde er zum Nachfolger Paul Wendlands ernannt, der Schwartz 1909 auf dessen Lehrstuhl für Klassische Philologie nachgefolgt war. Aufgrund dieser Ernennung sah die Universität Münster von einer Berufung Pohlenz’ ab. Der Philologisch-Historische Verein Göttingen ernannte Pohlenz zum Ehrenmitglied.
Nach Vollendung des 65. Lebensjahres wurde Pohlenz 1937 emeritiert. Wegen eines Konfliktes um die Verleihung der Ehrendoktorwürde an den italienischen Philologen Gino Funaioli untersagte ihm das Ministerium, weiterhin Vorlesungen zu halten, doch nach einem erfolgreichen Protest konnte Pohlenz seine Vorlesung im Wintersemester 1937/38 abhalten. 1940 wurde er zum korrespondierenden Mitglied der Reale Accademia Virgiliana von Mantua ernannt. Nach dem Ende der Zeit des Nationalsozialismus 1945 musste der Göttinger Lehrbetrieb wiederhergestellt werden. 1947 fand sich Pohlenz bereit, sich am provisorischen Lehrbetrieb zu beteiligen. Am 1. April 1956 feierte er sein 50-jähriges Jubiläum als Dozent in Göttingen.

## Leistungen
Pohlenz’ umfangreiches wissenschaftliches Werk gliedert sich in fünf Schwerpunkte: die philologische Interpretation philosophischer Texte, die kritische Ausgabe der Moralia Plutarchs, seine Studien über die stoische Philosophie, Forschungen zu Staatsrecht und Staatsgesinnung der Antike und Forschungen zum attischen Drama. Besonders Die griechische Tragödie (1930), Die Stoa. Geschichte einer geistigen Bewegung (1942) und Der hellenische Mensch (1946) sind hervorzuheben.
Die Herausgabe des Plutarch hatte ein besonderes Schicksal. Pohlenz beteiligte sich an dieser um 1908 von Wilamowitz angeregten Arbeit von Anfang an als Mitarbeiter. Nach dem Tod der Herausgeber gab er 1925 den ersten Band postum heraus. Während der Zeit des Nationalsozialismus und des Zweiten Weltkriegs wurde ihm die Arbeit zusätzlich erschwert. Auch bereitete Pohlenz die mühevolle Kollation der Handschriften wegen seiner Sehschwäche große Schwierigkeiten. Trotz des Verzichts auf den geplanten siebten und letzten Band erlebte Pohlenz das Ende dieser Arbeit nicht: Der letzte Faszikel erschien nach seinem Tode.

## Persönlichkeit
Pohlenz selbst sah sich in erster Linie als akademischer Lehrer. Er fühlte sich durch seine Zeit als Gymnasiallehrer dazu hinreichend vorbereitet und betonte oft die Bedeutung dieser Erfahrungen für seine Lehre. Von seinen Studenten verlangte er größtmögliche Genauigkeit, auch im Detail. Seine große, auch persönlich motivierte Sorge um seine Studenten schlug sich in der Widmung seines Buches über die Stoa nieder: „Meinen Schülern, den lebenden und den toten“.
Pohlenz war wie die überwiegende Zahl der Hochschullehrer im Kaiserreich und der Weimarer Republik politisch konservativ eingestellt und äußerte 1926 in einem Fortbildungskolleg für Lehrer Kritik am Vielparteiensystem der Weimarer Republik, das er durch die „starke Regierung“ einer kleinen Elite ersetzt sehen wollte. Dem Nationalsozialismus stand er allerdings skeptisch gegenüber. In einem Zeitungsbeitrag 1933 plädierte er für die Beibehaltung der humanistischen Gymnasialbildung.

## Auszeichnungen
- 1916: ordentliches Mitglied der Akademie der Wissenschaften zu Göttingen
- 1940: korrespondierendes Mitglied der Accademia Virgiliana (Mantua)
- 1942: korrespondierendes Mitglied der Accademia dell’Arcadia (Rom)
- 1953: korrespondierendes Mitglied der Accademia Nazionale dei Lincei (Rom)
- 1955: Großes Bundesverdienstkreuz
- 1955: Großes Verdienstkreuz des Landes Niedersachsen
- 1955: Ehrendoktorwürde der Universität Rom
- korrespondierendes Mitglied des Istituto Lombardo Accademia di Scienze e Lettere (Mailand)
- korrespondierendes Mitglied des Instituto Nazionale del Dramma antico (Syrakus)

## Schriften (Auswahl)
- Staatsgedanke und Staatslehre der Griechen. Quelle & Meyer, Leipzig 1923.
- Stoa und Semitismus. Neue Jahrbücher für Wissenschaft und Jugendbildung, 257-69, Teubner, Leipzig 1926
- Antikes Führertum. Cicero de officiis und das Lebensideal des Panaitios. Teubner, Leipzig/Berlin 1934.
- Hippokrates und die Begründung der wissenschaftlichen Medizin. Berlin 1938.
- Die Begründung der abendländischen Sprachlehre durch die Stoa. In: Nachrichten von der Gesellschaft der Wissenschaften zu Göttingen. Philologisch-historische Klasse, Fachgruppe 1. Neue Folge, Band 3, Nr. 6, Vandenhoeck & Ruprecht, Göttingen 1939, S. 151–198.
- Grundfragen der stoischen Philosophie (= Abhandlungen der Gesellschaft der Wissenschaften zu Göttingen. Philologisch-historische Klasse. Folge 3, Nr. 26). Vandenhoeck & Ruprecht, Göttingen 1940.
- Der hellenische Mensch. Vandenhoeck & Ruprecht, Göttingen 1946.
- Die Stoa. Geschichte einer geistigen Bewegung. 2 Bände, Vandenhoeck & Ruprecht, Göttingen 1949.
- Griechische Freiheit. Quelle & Meyer, Heidelberg 1954.
- Heinrich Dörrie (Hrsg.): Kleine Schriften. 2 Bände, Olms, Hildesheim 1965.